# منتخب يوغوسلافيا لكأس ديفيز
منتخب يوغوسلافيا لكأس ديفيز هو ممثل يوغوسلافيا الرسمي في كرة المضرب في كأس ديفيز.